# Aeroportul Logan-Cache
Aeroportul Logan-Cache (IATA: LGU, ICAO: KLGU, FAA LID: LGU) este un aeroport din Utah, Statele Unite ale Americii. Aeroportul a fost tranzitat în 2019 de 2.678 de pasageri. A fost numit după Logan⁠(d).
Situat la o altitudine de 1.359 m, aeroportul dispune de 2 piste. Este operat de Utah State University⁠(d).

## Infrastructură

### Piste
Aeroportul dispune de 2 piste. Pista 10/28 are suprafața de asfalt și dimensiunile 5.005 picioare × 75 picioare. Pista 17/35 are suprafața de asfalt și dimensiunile 9.010 picioare × 100 picioare. 